# Affinité (sociologie)
L'affinité est un terme de sociologie, faisant référence à une certaine communauté d'esprit, une communauté d'intérêt et à d'autres points communs interpersonnels. L'affinité est caractérisée par un haut niveau d'intimité et de partage, généralement en petits groupes, nommés groupes d'affinité. Elle diffère de l'affinité définie par la loi et le droit canon qui font généralement référence au mariage. On admet l'affinité sociale comme un « mariage » des idées, des idéaux et des causes partagées par une communauté restreinte de personnes.

## Théories
Dans Affinité sociale dans un monde moderne, James Allan Vela-McConnell, un professeur au Boston College, explore l'émergence de la notion d'affinité sociale qui permettrait de faire le pont entre la sociologie classique et la psychologie sociale ; il identifie à cette occasion la notion de cohésion sociale fondée sur le sentiment d'obligation morale.

## Exemples
L'affinité se manifeste le mieux par les associations de personnes s'identifiant à une sous-culture, une ethnicité ou d'autres groupements au sein d'une communauté culturelle nationale plus large. L'auto-identification à un groupe est une des formes d'expression de l'affinité sociale,.